# Irwin M. Jacobs
Irwin Mark Jacobs (né le 18 octobre 1933) est un ingénieur électricien et homme d'affaires américain. Il est cofondateur et ancien président de Qualcomm, et président du conseil d'administration du Salk Institute.

## Jeunesse et éducation
Jacobs est né dans une famille juive à New Bedford, Massachusetts,,. Il obtient son baccalauréat ès sciences en génie électrique de l'Université Cornell en 1956, et sa maîtrise ès sciences en 1957 et son doctorat en sciences en génie électrique et en informatique du Massachusetts Institute of Technology (MIT) en 1959, sous la direction d'Edward Arthurs. Il est membre de la fraternité Sigma Alpha Mu.

## Carrière
Jacobs est professeur adjoint et professeur associé de génie électrique au MIT de 1959 à 1966 et professeur d'informatique et d'ingénierie à l'Université de Californie à San Diego (UCSD) de 1966 à 1972. Avec John Wozencraft, il coécrit un manuel intitulé Principles of Communication Engineering en 1965, qui est toujours utilisé aujourd'hui. La Jacobs School of Engineering de l'UCSD porte le nom de lui et de sa femme.
En 1968, Jacobs cofonde Linkabit Corporation avec Andrew Viterbi pour développer des dispositifs de cryptage par satellite. Cette société fusionne avec M/A-COM, Inc. en 1980, devenant M/A-COM Linkabit.
En 1985, Jacobs cofonde Qualcomm avec Viterbi, Harvey White, Adelia Coffman, Andrew Cohen, Klein Gilhousen et Franklin Antonio. Qualcomm développe le système OmniTRACS, un système de communication et de suivi mobiles par satellite bidirectionnels. Il est le pionnier de ces systèmes qui utilisent la bande passante de communication plus efficacement que l'ancienne technologie TDMA à tranches de temps fixes. Son accès multiple par répartition en code (CDMA) est adopté comme l'une des deux normes numériques (l'autre étant le système mondial de communications mobiles [GSM]) utilisées dans la génération suivante de téléphones cellulaires en Amérique du Nord à l'époque. Jacobs annonce en mars 2009 qu'il quitte ses fonctions de président de Qualcomm et que Paul E. Jacobs (en), son fils, lui succède.

## Affiliations
Jacobs est élu membre de l'Académie nationale d'ingénierie des États-Unis en 1982 pour ses contributions à la théorie et à la pratique de la communication et son leadership dans le développement de produits de haute technologie. Il est également Fellow de l'IEEE. Il est membre du Dialogue interaméricain. Il est président du Salk Institute for Biological Studies et membre du conseil consultatif international de l'Israel Institute of Technology. Il est membre du conseil consultatif de l'École d'économie et de gestion de l'Université Tsinghua à Pékin. Il est membre du conseil d'administration du Pacific Council on International Policy à Los Angeles.
En 1994, pour son développement du CDMA, Jacobs reçoit la Médaille nationale de la technologie et de l'innovation. En 2011, il reçoit  le prix Marconi avec Jack Wolf. En 2013, il est élu à l'American Philosophical Society.

## Philanthropie
En tant que cofondateur et président de Qualcomm, Jacobs contribue pour des centaines de millions de dollars au domaine de l'éducation grâce à des dons et subventions à plusieurs écoles et organisations pour des bourses d'études pour des étudiants méritants dans les domaines de l'ingénierie et de l'informatique.
En septembre 2009, Jacobs fait don d'un total de 31 millions de dollars à son école, le Massachusetts Institute of Technology. Il donne 15 millions et un autre don de 110 millions à l'Université de Californie à San Diego où il a été professeur d'informatique et d'ingénierie pendant plusieurs années. De plus, il fait don de 62 millions au total à l'American Society for Technion, son alma mater l'Université Cornell, et KPBS Radio and Television.
Irwin et Joan Jacobs font don de 5 millions de dollars en 2002 au Musée d'Art contemporain de San Diego pour la rénovation de l'ancien bâtiment des bagages de la gare qui est nommé en leur honneur.
Jacobs donne 120 millions de dollars pour le San Diego Symphony, un montant similaire pour la Jacobs School of Engineering de l'Université de Californie à San Diego, 100 millions pour le futur hôpital spécialisé de l'UCSD et 20 millions pour remplacer la bibliothèque centrale du centre-ville de San Diego. Toujours en 2005, le Joan and Irwin Jacobs Center for La Jolla Playhouse prend le nom de Jacobs et sa femme en l'honneur de leurs contributions philanthropiques au développement de l'institution. En avril 2013, les Jacobs font don de 133 millions de dollars au développement conjoint du campus Cornell Tech sur Roosevelt Island à New York.
En août 2010, Irwin et Joan Jacobs rejoignent le Giving Pledge, s'engageant à donner la majeure partie de leur fortune à la philanthropie.

## Vie privée
En 1954, Jacobs épouse une native de New York, diététicienne et diplômée de Cornell (1952), Joan Klein. Ils résident à La Jolla, en Californie, et ont quatre fils. Leur fils Paul E. Jacobs succède à Irwin en tant que PDG de Qualcomm jusqu'à sa démission en mars 2014. Jeff Jacobs est le directeur marketing de Qualcomm. Hal Jacobs, le deuxième plus âgé, joue dans l'équipe de volley-ball américaine des Maccabiades en 1985 et est coproducteur de la comédie musicale Jersey Boys. Leur fils aîné, Gary E. Jacobs, est à la tête du conseil d'administration de la Gary and Jerri-Ann Jacobs High Tech High Charter School. Sa petite-fille, Sara Jacobs, une femme politique démocrate, est la représentante du 53e district du Congrès de Californie.